# Der Pragmatismus
Der Pragmatismus. Ein neuer Name für alte Denkmethoden (engl. Originaltitel: Pragmatism. A New Name for Some Old Ways of Thinking) ist eine Vorlesungsreihe des amerikanischen Philosophen und Psychologen William James, die als Buch veröffentlicht wurde und einer der Standardtexte der philosophischen Strömung des Pragmatismus ist.

## Hintergrund
Der Pragmatismus entstand gegen Ende des 19. Jahrhunderts vor allem in Amerika. Neben F. C. S. Schiller und später John Dewey und George Herbert Mead zählte zu den wesentlichen früheren Vertretern vor allem Charles Sanders Peirce, der häufig als „Erfinder des Pragmatismus“ bezeichnet wird und mit James eng befreundet war. Der Begriff „Pragmatismus“ wurde zuerst von James 1898 in einer Vorlesung verwendet, dieser schreibt ihn jedoch explizit Peirce zu. James, der sich eigentlich vor allem mit Psychologie beschäftigte, interessierte sich im Laufe seiner wissenschaftlichen Karriere immer auch für die pragmatistische Philosophie und wandte in seinen philosophischen Vorträgen wie The Will to Believe deren Methode auch an. Im Dezember 1906 und Januar 1907 hielt James acht Vorlesungen an der Columbia University in New York, in denen er eine eigene Formulierung des Pragmatismus vorlegte und diesen als Methode auf eine Reihe philosophischer Fachgebiete bezog. Im April 1907 ließ James den Text dieser Vorlesungsreihe unbearbeitet als Buch veröffentlichen, noch im selben Jahr wurde der Text von Wilhelm Jerusalem ins Deutsche übersetzt. Als Reaktion auf die zum Teil wütende Kritik insbesondere an dem von James gebrauchten Wahrheitsbegriff veröffentlichte er 1909 eine Sammlung von Briefen und anderen Texten unter dem Titel The Meaning of Truth. A Sequel to Pragmatism, in denen er seine Konzeption der Wahrheit verteidigte.

## Inhalt
In der ersten der acht Vorlesungen schildert James das „gegenwärtige Dilemma der Philosophie“, das mithilfe der pragmatistischen Methode aufgelöst werden könne. Diese Methode schildert er in der zweiten Vorlesung, zudem beginnt er dort mit einer Erklärung des pragmatistischen Wahrheitbegriffes. In den übrigen sechs Vorlesungen wendet er diese Methode auf jeweils ein bestimmtes Problemfeld der Philosophie an, von denen die Frage, was Wahrheit sei, eines ist.

### Die pragmatistische Methode
Nach James sind die unterschiedlichen Positionen in vielen philosophischen Streitfragen auf die unterschiedlichen Temperamente der beteiligen Protagonisten zurückzuführen. Zum einen seien die Zartbesaiteten („tender-minded“) in der Regel Rationalisten und neigen u. a. zu einer idealistischen, optimistischen und religiösen Weltsicht, während die Hartherzigen („tough-minded“) gewöhnlich Empiristen mit einer materialistischen, pessimistischen und areligiösen Weltsicht. Die große Mehrheit der Menschen, insbesondere diejenigen, die sich nur als „Amateure“ mit der Philosophie befassen, wollen laut James eine Position zwischen diesen beiden Extrempolen beziehen. So wollen z. B. viele Menschen ein naturwissenschaftliches Weltbild mit ihrer Religiosität vereinbaren. Solche Positionen führen jedoch leicht zu internen Widersprüchen, da sich etwa Naturalismus und Theismus schwer miteinander verbinden lassen. Der Pragmatismus soll jedoch eine solche Vereinbarkeit von Elementen beider Temperamente ermöglichen.
Nachdem James in der ersten Vorlesung diese Ausgangslage geschildert hat, beginnt er in der darauffolgenden Vorlesung, den Pragmatismus als philosophische Methode vorzustellen. Als Beispiel für die Anwendung dieser Methode nennt James eine Disambiguierung: Wenn ein Streit über die Wahrheit oder Unwahrheit eines Satzes davon abhänge, wie die Worte darin zu verstehen sind, dann könne man diesen Streit auflösen, indem man allen Parteien in einem jeweils bestimmten Sinne Recht gibt. In solch einem Fall können die Parteien unterschiedliche Gedanken zu demselben Satz gehabt haben, die dann auch unterschieden werden müssten. Ganz allgemein müssen sich philosophische Begriffe an ihrem Kassenwert („cash-value“) messen lassen: Entscheidend ist der sich aus ihnen ergebende praktische Unterschied. Diese praktischen Unterschiede können an Beispielen erklärt werden, in denen aus einer Begrifflichkeit (oder auch aus einer Theorie) etwas anderes folgt als aus der Alternative. Wenn solche praktischen Unterschiede nicht nachgewiesen werden können, dann sei der entsprechende Begriff (und die dazugehörende Theorie) bedeutungslos. Als ein Beispiel nennt James Leibniz’ Gerechtigkeitskonzeption, nach der es in der Welt nur scheinbar Ungerechtigkeit gebe, in Wirklichkeit aber Gottes besonders harte Strafen zu einem mehr an kosmischer Harmonie führen. Diese Theorie macht für uns keinen praktischen Unterschied, da wir uns nicht in eine Perspektive versetzen können, die uns erlaubt, die kosmische Harmonie zu erkennen und deren (angebliche) Schönheit zu bewundern. Daher sei sie bedeutungslos und als Argument für eine Theodizee ungeeignet.

### Der pragmatistische Wahrheitsbegriff
Der Begriff „Pragmatismus“ sei laut James außer als eine Methode auch noch als ein Wort für einen bestimmten Wahrheitsbegriff geläufig. Dieser Wahrheitsbegriff besagt, dass etwas immer insoweit wahr sei, als es uns hilft, unsere Erfahrungen in zufriedenstellender Art und Weise zusammenzufügen. Dieser Wahrheitsbegriff sei instrumental, er bewertet Meinungen nach ihrer Nützlichkeit. Wenn wir neue Meinungen hinzubekommen, die nicht zu der Menge unserer bisherigen Meinungen passen, stellen wir erstens die neue Meinung infrage oder versuchen zweitens, das System unserer bisherigen Meinungen so wenig wie möglich zu verschieben und gleichzeitig die neue Meinung darin einzubauen. Diese Theorie der Wahrheit sei also keine absolute Korrespondenztheorie der Wahrheit, sondern lege fest, was wir (gemäß unserer aktuellen Kenntnisse) für wahr halten sollen.
James erläutert in der sechsten Vorlesung die pragmatistische Wahrheitskonzeption genauer. Die Grundidee dieses Wahrheitsbegriffes gehe auch auf die pragmatistische Methode zurück: Wir müssten uns immer fragen, welchen praktischen Unterschied eine bestimmte Meinung für uns mache, angenommen sie sei wahr. Hieraus ergibt sich eine Charakterisierung der wahren Aussagen:
„True ideas are those that we can assimilate, validate, corroborate and verify. False ideas are those that we cannot.“
Dementsprechend wird etwas immer nur durch uns wahr und ist es nicht ipso facto. Andererseits gebe es durchaus eine Übereinstimmung („agreement“) von Realität und Wahrheit, nämlich insofern, als die Realität uns in eine bestimmte Richtung leite, sodass wahre Aussagen doch einen bestimmten Bezug zur Realität erhalten.

### Verschiedene philosophische Probleme
Neben der Frage nach dem Wahrheitsbegriff befasst sich James im Rest seiner Vorlesungsreihe noch über je eine Vorlesung lang mit fünf weiteren philosophischen Streitfragen. Die erste davon ist die Frage nach dem metaphysischen Zustand der Welt, zu welcher er sich in der dritten Vorlesung äußert. James kritisiert zunächst die naturalistische Position, nach der es keine grundsätzlich gute Weltordnung gebe. Hiergegen wendet er ein, dass in einer solchen Position die Erfüllung unserer Hoffnungen und die Sinnhaftigkeit unseres Strebens nicht mehr realistisch erscheinen. Insofern tendiert er hier zur gegenüberstehenden Position, dem Spiritualismus. Zur Frage von Determinismus oder Indeterminismus möchte James kein Urteil abgeben, insbesondere weil er sich dagegen stellt, hier stehe mit der Willensfreiheit auch die Möglichkeit von Moralität auf dem Spiel. Erstens funktioniere unser System von Lob und Tadel unabhängig von dieser Frage und zweitens sei Willensfreiheit als Lehre von der Möglichkeit der Erlösung (durch richtiges Handeln) zu verstehen.
Die vierte Vorlesung behandelt die Frage nach der Einheit oder Vielheit der Welt. Es lassen sich hier intuitive Argumente sowohl für als auch gegen die Einheit der Welt vorlegen. Die Lösung liegt laut James in einer Unterscheidung nach Hinsichten, in welchen die Welt als Einheit gelten solle. So sei es wohl zutreffend, dass die Welt ein einheitlicher Gegenstand des Diskurses gelten könne und zudem als ein Kontinuum aufgefasst werden könne. Andererseits sei es höchstwahrscheinlich falsch, das Netz der kausalen Wirkungslinien als Einheit zu beschreiben. James Vorgehen in dieser Vorlesung ist ein gutes Beispiel für die von ihm empfohlene Methode der Disambiguierung.
In der fünften Vorlesung setzt sich James mit der Common-Sense-Philosophie auseinander. Dieser Position nach können wir die Welt am besten durch unsere intuitiven Urteilen bewerten, mit denen wir durch gesunden Menschenverstand unsere Erfahrungen und bisherigen Meinungen vereinbar machen. James erkennt diese Art zu Denken an, möchte daneben aber noch Arten des Denkens anerkannt wissen: das naturwissenschaftliche Nachdenken etwa über Funktionalitäten und Abhängigkeiten und das theoretisch-kritische Denken. Eine Form des Denkens könne nicht die Welt in Vollständigkeit erfassen. James bezeichnet diese These als noetischen Pluralismus.
Nachdem die sechste Vorlesung der Konkretisierung des pragmatistischen Wahrheitsbegriffes dient stellt James in der siebten Vorlesung die Frage, inwiefern unsere Konzeption der Realität mehr von uns als von einer „wirklichen“ Realität abhinge. James gesteht hier ein, dass es ein humanistische Prinzip gebe: „You can't weed out the human contribution.“ Andererseits sei für den Rationalismus die Welt ein ewiges, fertiges Gebilde, während für den Pragmatismus die Realität noch in Entwicklung begriffen sei, da die Wahrheit von unserem Erfahrungsschatz abhänge.
Die letzte Vorlesung widmet James der Religionsphilosophie, wobei er sich besonders für die Frage nach der Art der möglichen Erlösung interessiert. Problematisch findet er die monistische Vorstellung, die Welt werde als Ganzes erlöst oder gar nicht. Näher ist ihm eine Interpretation, nach der eine graduelle Erlösung stattfinden könne, die im Einzelnen vom Handeln jeder Person abhänge und so als praktische Konsequenz eine Motivation zum ethischen Handeln mit sich bringe. Eine solche Erlösung scheint ihm auch möglich zu sein, wobei er hier auf eine praktische Möglichkeit hinauswill, die so etwas wie „in Ansätzen realisiert“ bedeutet.